# 내털리 마르티네스
내털리 마르티네스(Natalie Martinez, 1984년 7월 12일 ~ )는 미국의 배우, 모델이다.

## 출연 작품

### 영화
- 데스 레이스 (2008)
- 엔드 오브 왓치 (2012)
- 베이타운 디스코 (2012)
- 위도우 디텍티브 (2012, Widow Detective)
- 브로큰 시티 (2013)
- 셀프/리스 (2015)
- 메시지 프롬 더 킹 (2016)
- 더 랜드 (2016, The Land)
- 킵 와칭 (2017, Keep Watching)
- 레미니센스 (2021)
- 웬델 & 와일드 (2022) - 애니메이션

### 텔레비전
- 패션 하우스 (2006, Fashion House)
- 엘도라도 (2010)
- 디트로이트 1-8-7 (2010-11)
- CSI: 뉴욕 (2012-13)
- 언더 더 돔 (2013-14)
- 비밀과 거짓말 (2013-14)
- APB (2017)